# Ordinul ursulinelor
| Ursuline          | Ursuline               |
| ----------------- | ---------------------- |
| Nume oficial      | Ordo Sanctae Ursulae   |
| Nume popular      | Ursuline               |
| Fondator          | Angela Merici, Brescia |
| Data înființării  | 1535                   |
| Ordine religioase |                        |

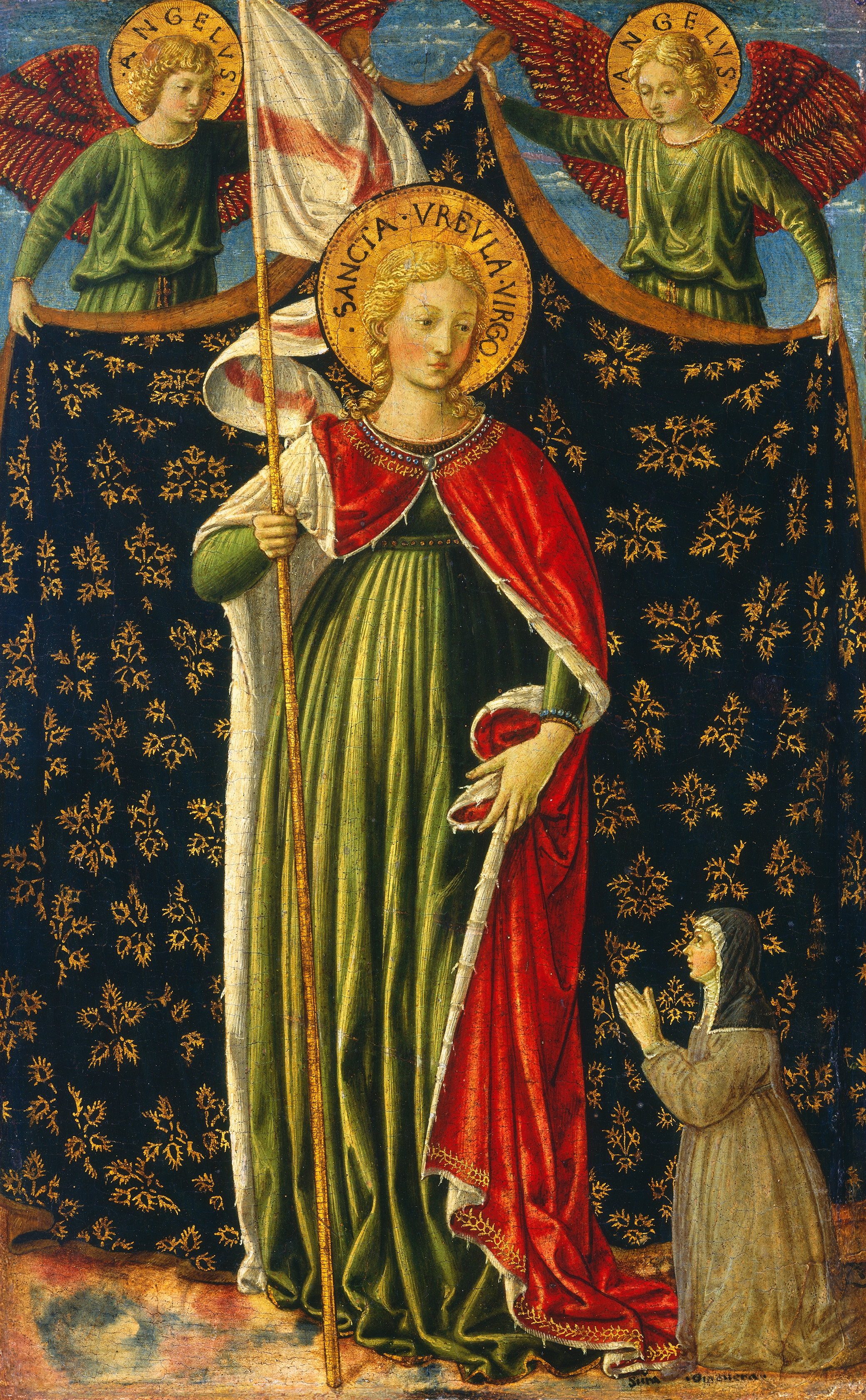
Sfânta Ursula, de Benozzo Gozzoli, ca. 1455-1460.

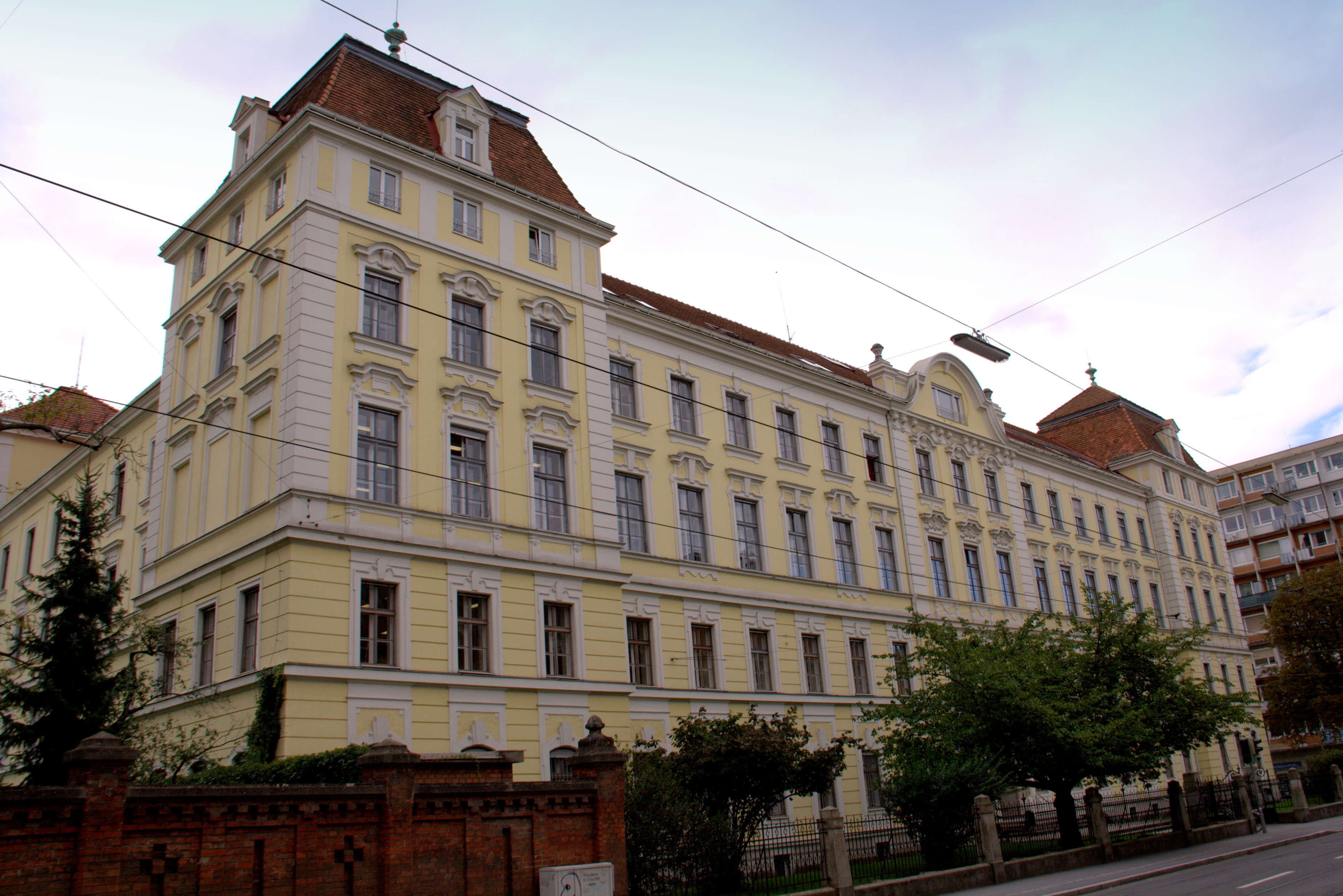
Mănăstirea și școala ursulinelor din Graz (clădire dată în folosință în anul 1899).

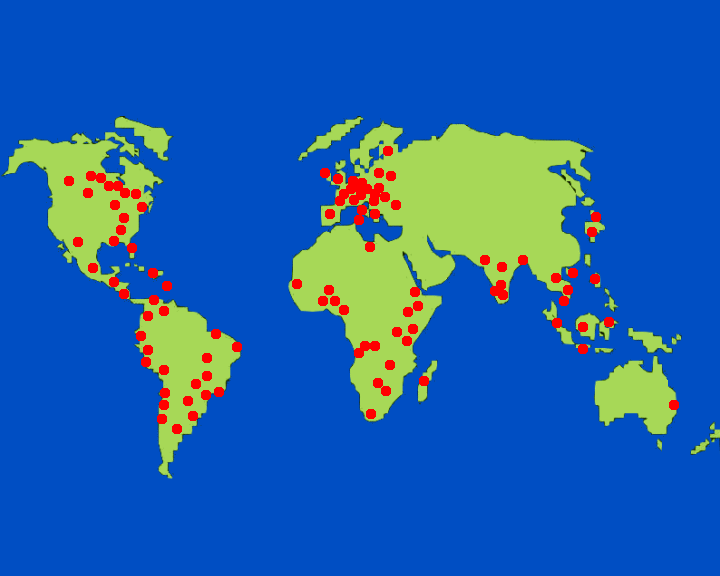
Așezămintele ursulinelor în anul 2006.

Ordinul Sfintei Ursula (în latină Ordo Sanctae Ursulae, acronim OSU) este un ordin călugăresc catolic al cărui nume se referă la Sfânta Ursula. A fost fondat în noiembrie 1535 de Angela  Merici cu scopul de a dezvolta educația (în rândul fetelor) și de a avea grijă de persoanele nevoiașe sau bolnave. Fondarea ordinului ursulinelor a avut loc în contextul Reformei Catolice (Contrareforma), pentru a îmbunătăți nivelul de educație și disciplină în rândul clerului și credincioșilor. Ursulinele au îndeplinit în privința școlilor de fete același rol pe care l-au avut iezuiții în privința școlilor de băieți.

## Istoric

### Fondare
Spre deosebire de congregațiile catolice din acea vreme, compania Sfintei Ursula, fondată de Angela Merici, este o nouă familie de călugărițe care nu erau claustrate (închise în mănăstire) și nu făceau un jurământ public. Aceste surori erau așadar, de fapt, laice care se întâlneau adesea pentru conferințe și acte de evlavie, dar nu trăiau în comunitate. În scrierile sale, Angela Merici nu dă nicio instrucțiune cu privire la apostolatul lor. La patru ani de la moartea sa, compania a fost recunoscută de papa Paul al III-lea. În urma Conciliului de la Trento (1545), printre altele, ursulinele au început să trăiască în comunități izolate din Milano (1572) și Avignon (1596). În 1572 arhiepiscopul de Milano, cardinalul Carlo Borromeo, a modificat instituțiile supunâdu-le pe surorile ursuline Regulei Sfântului Augustin. Surorile fac acum jurăminte și sunt obligate să trăiască împreună. Ele se supun autorității episcopale. Noul ordin astfel creat a fost recunoscut oficial de papa Grigore al XIII-lea. Doar surorile din Brescia păstrează instituțiile originale ale Sfintei Angela Merici. Influența ursulinelor s-a extins în America de Nord în secolul al XVII-lea, apoi rapid în întreaga lume.


### Diferite congregații ursuline
În secolul al XXI-lea, 43 de familii religioase o recunosc pe Angela Merici drept fondatoare: ordine religioase, congregații, federații, case autonome, institute laice..., între care:
- Ursulinele misionare ale Preasfintei Inimi a lui Isus (1578);
- Ursulinele Preacuratei Fecioare Maria (1649);
- Ursulinele de la Tildonk (1822);
- Surorile ursuline de la Calvarienberg (1838);
- Ursulinele fiice ale Preacuratei Fecioare Maria (1856);
- Ursulinele Sfântului Ieronim (1857);
- Ursulinele Uniunii Romane (1900);
- Ursulinele Neprihănitei Inimi a Mariei (1907);
- Surorile ursuline ale Sfintei Familii (1908);
- Ursulinele Inimii lui Isus în Agonie (1920);
- Ursulinele Uniunii Canadiene (1953);
- Ursulinele de la Cincinnati, fondată în 1910 la Cincinnati, Statul Ohio (Statele Unite ale Americii), de Fedele Coleman și Battista Freaner;
- Uniunea Sfânta Angela Merici în Franța;
- Ursulines de Jésus (în română, „Ursulinele lui Isus”), Institution Françoise d'Amboise, în Franța.

## Apostolat
Ursulinele perpetuează munca educațională a fondatoarei lor în diverse moduri: primire, instituții de învățământ, însoțire spirituală, dispensare și ajutor pentru cei mai săraci.

## În România
- Biserica și Complexul Ursulinelor din Sibiu
- Complexul Ursulinelor din Oradea

## Galerie de imagini

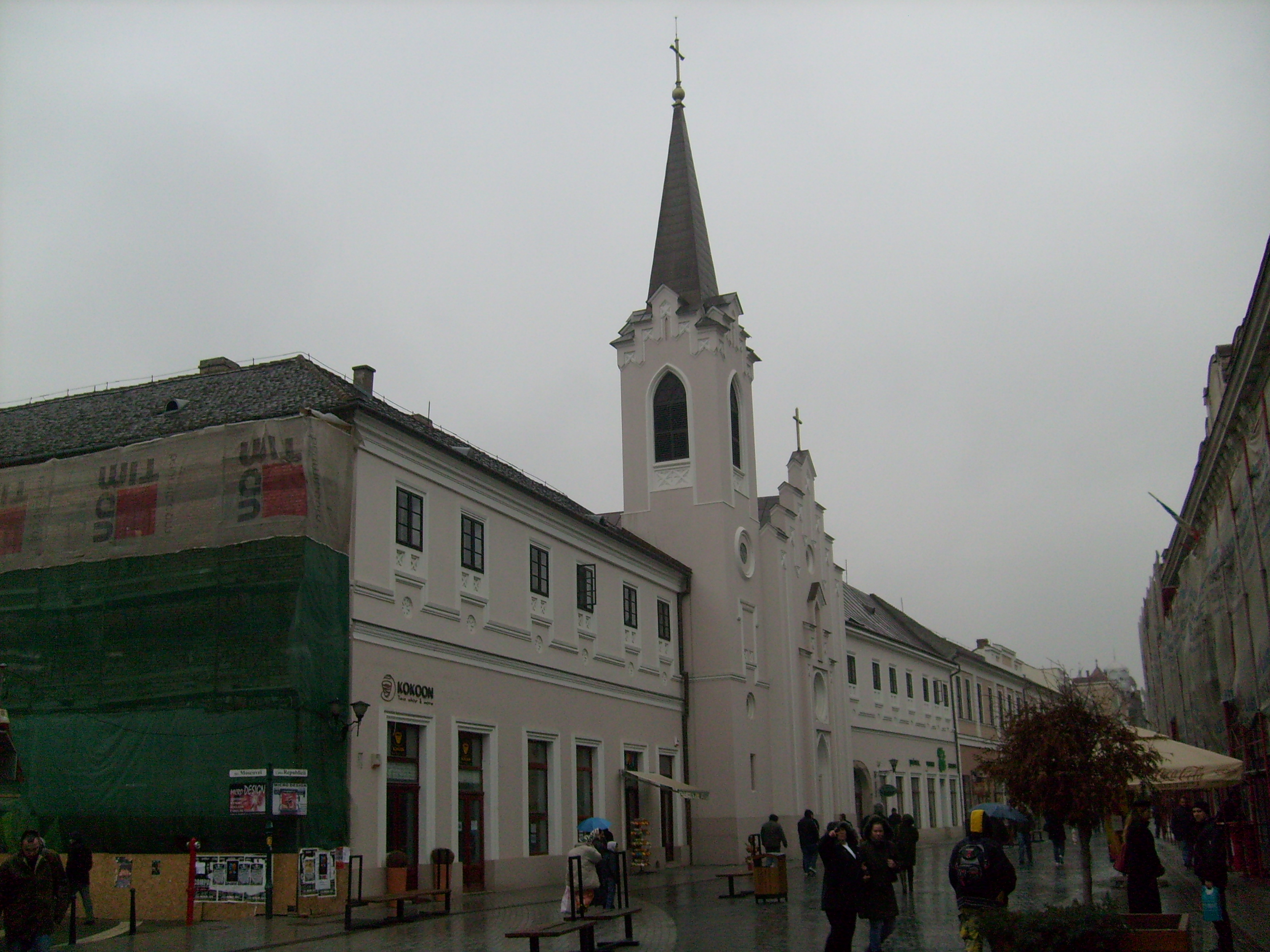
Şcoala şi Biserica Ursulinelor din Oradea
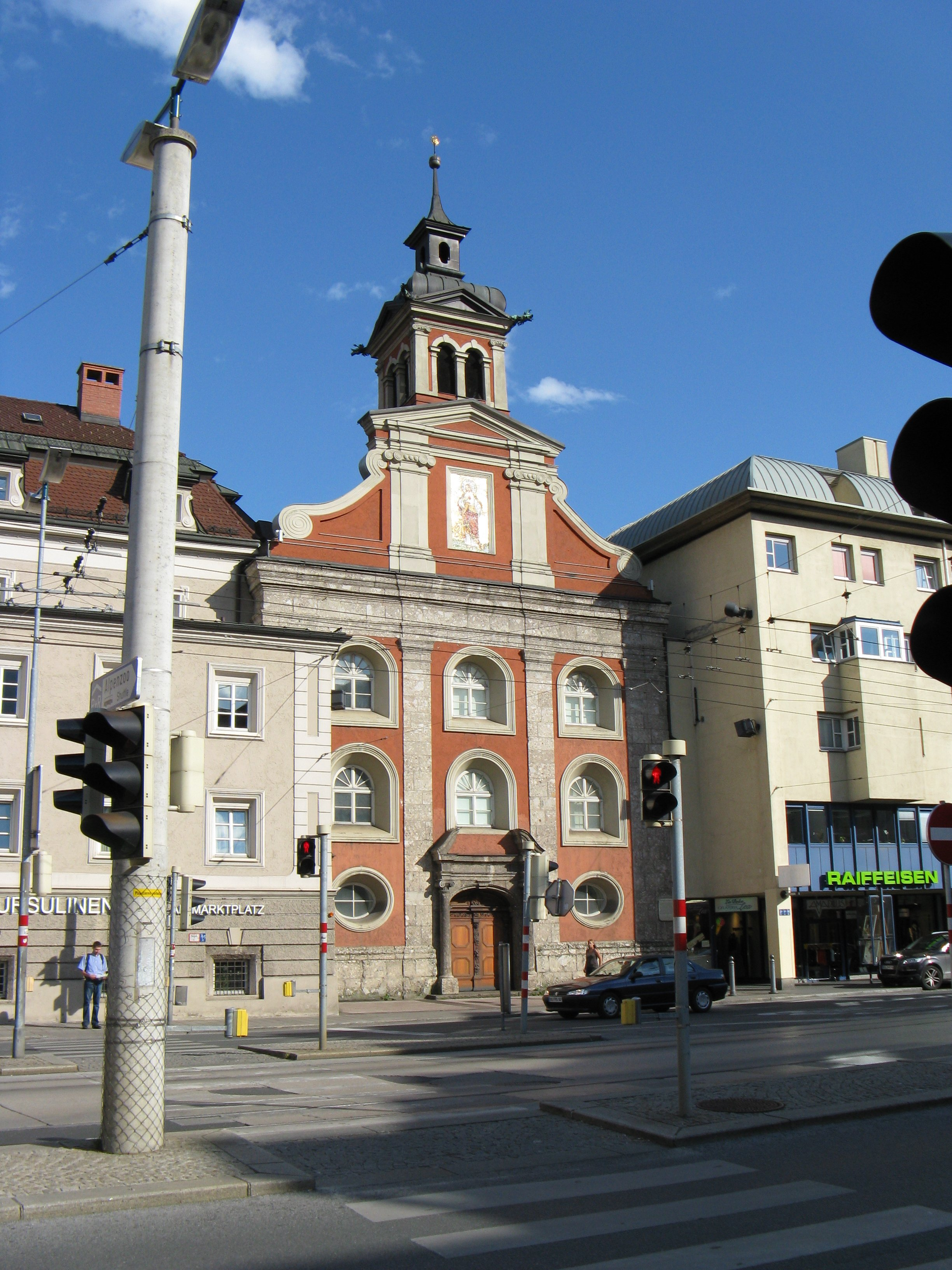
Biserica ursulinelor din Innsbruck (în prezent sală de expoziții)
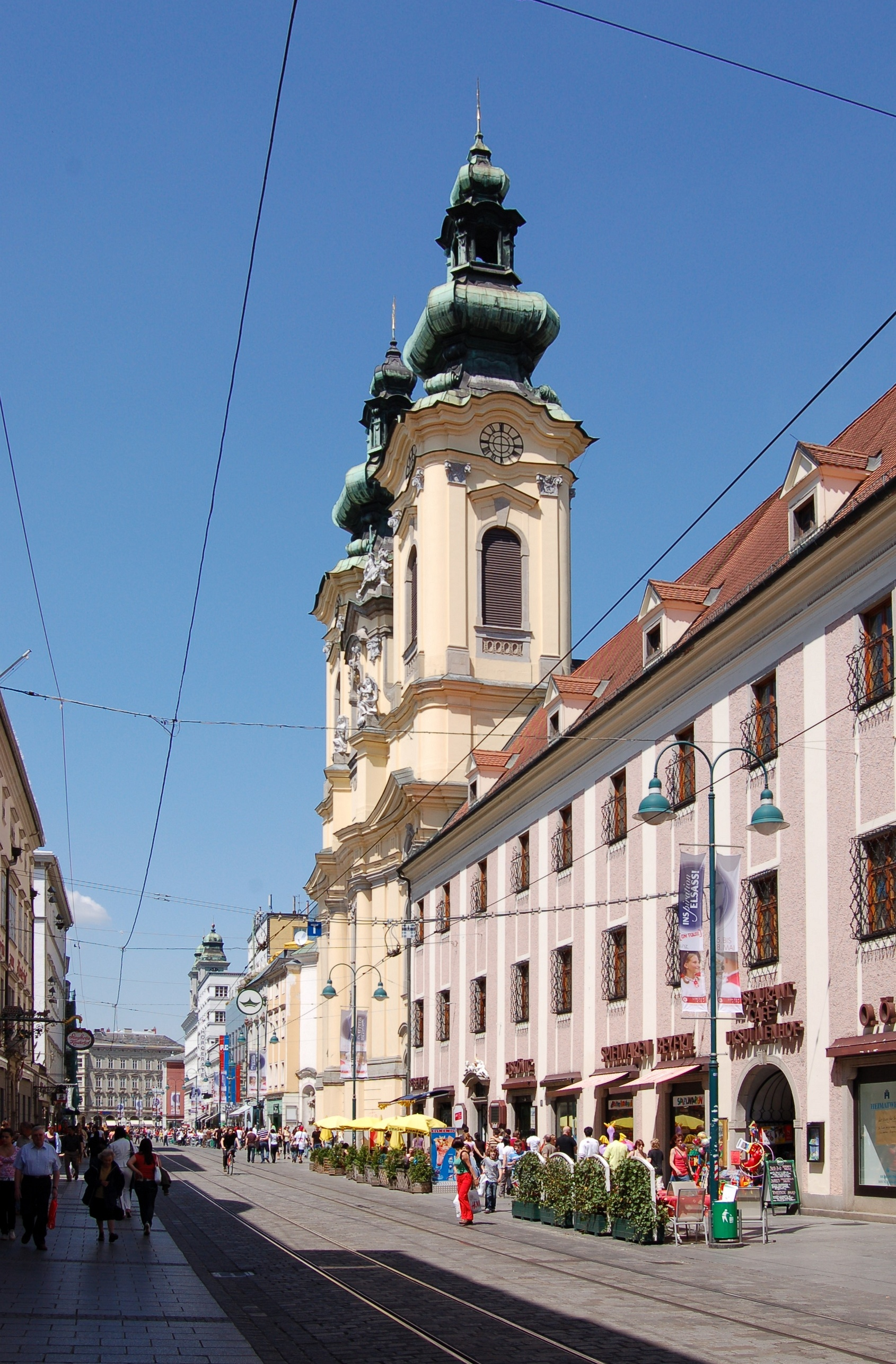
Biserica Ursulinelor din Linz
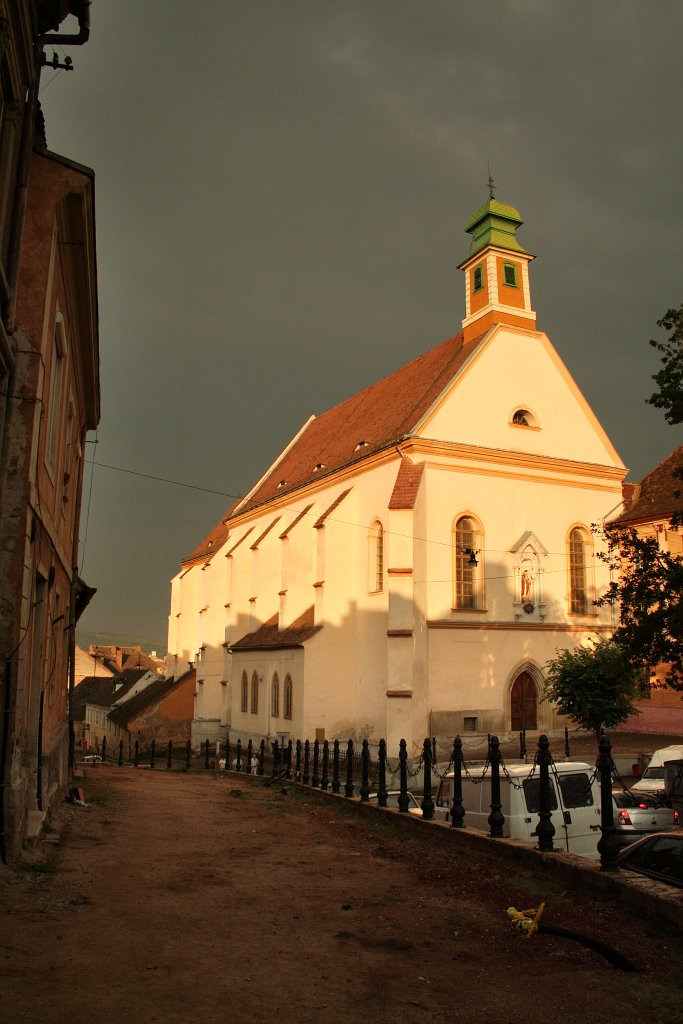
Biserica Ursulinelor din Sibiu
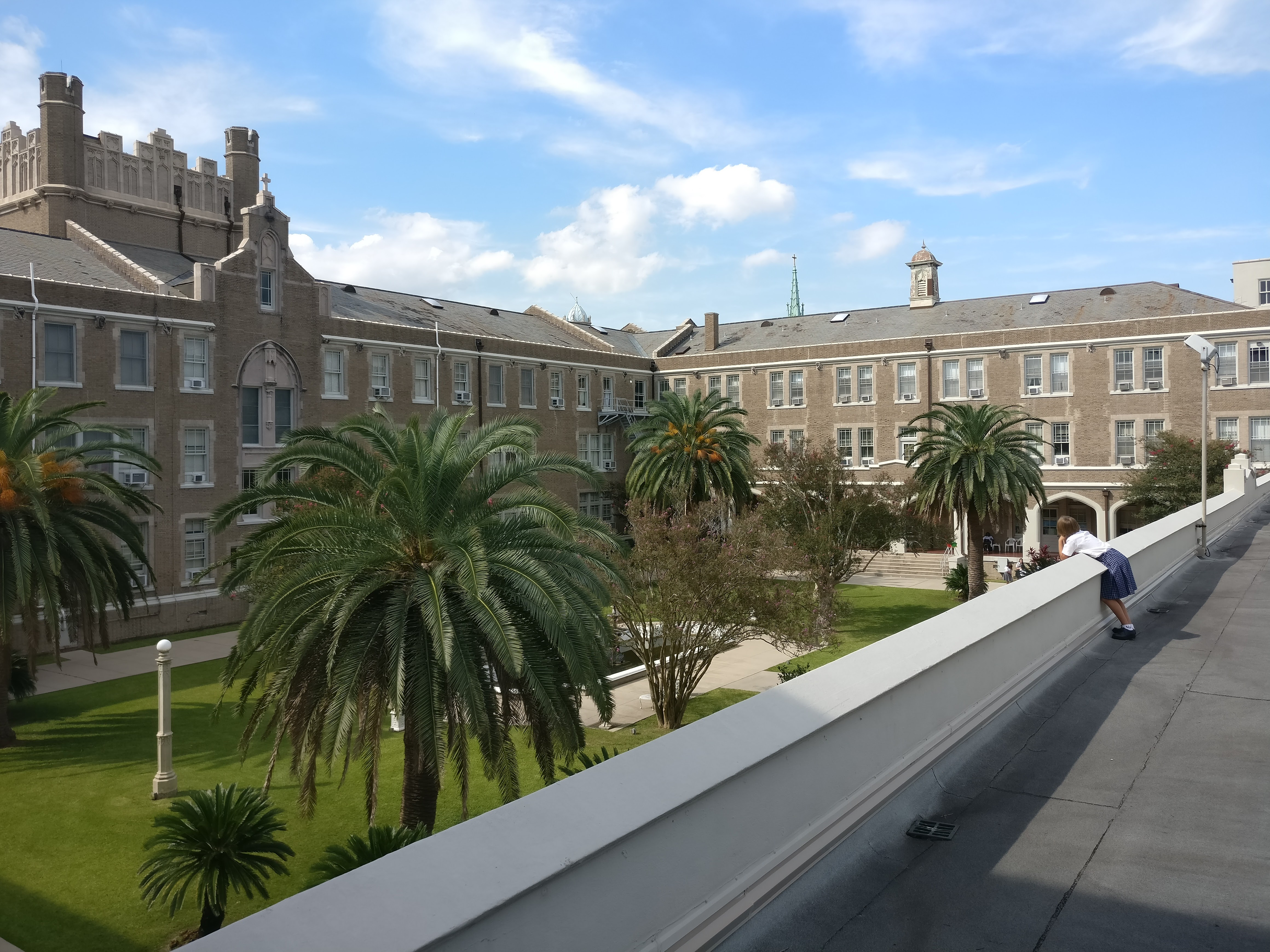
Academia Ursulinelor⁠(en)[traduceți] din New Orleans